# Frare de Seram
El frare de Seram (Philemon subcorniculatus) és un ocell de la família dels melifàgids (Meliphagidae).

## Hàbitat i distribució
Habita els boscos de les terres baixes de l'illa de Seram, a les Moluques meridionals.